# 5-amino-4-oxo-pentaanzuur
5-amino-4-oxo-pentaanzuur, δ-ALA naar de naam waaronder het in de biologie beter bekend is: δ-aminolevulinezuur (een aantal variaties en afkortingen die daarop gebaseerd zijn wordt ook gebruikt: 5-aminolevulinezuur, 5ala, dALA, de laatste "A" is van het Engelse "Acid"), is de eerste verbinding in de biosynthese naar de porfyrines. Bij zoogdieren is het eindproduct onder andere heem, in planten is chlorofyl het eindproduct. In onderstaande figuur is de eerste stap van de porfyrinesynthese weergegeven, van δ-ALA naar porfobilinogeen:
In planten is de vorming van δ-ALA de stap waarin de snelheid van de chlorophylsynthese wordt geregeld.  Planten die groeien op een substraat met extra δ-ALA bouwen een toxiche hoeveelheid van een precursor van chlorofyl op: protochlorophyllide.  Dit geeft aan dat de synthese vanaf δ-ALA tot aan protochlorophyllide geen controlemechanisme bevat. In planten is protochlorophyllide is een sterke fotosensibilisator.

## Biosynthese
In niet-fotosynthetiserende eukaryoten zoals dieren, schimmels, protozoa, en een groep bacteriën (α-proteobacteria), wordt δ-ALA door het enzym ALA synthase uit glycine en succinylCoA gesynthetiseerd.  Deze synthese staat bekend als de Shemin-route.
In planten, algen, archaea en bacteriën (behalve de α-proteobacteriën) wordt δ-ALA uit glutaminezuur aangemaakt via glutamyl-tRNA en glutamaat-1-semialdehyde. Deze synthese staat bekend als de C5- of Beale-route.

## Klinische betekenis
Met behulp van δ-ALA kan de activiteit van de bij de synthese van porfyrines betrokken enzymen worden aangetoond via de stapeling van fluorescerende porfyrines (protoporphyrin IX) in epitheel- en neoplastisch weefsels, zoals gliomen.  Een toepassing hiervan is het zichtbaar maken van tumorweefsel tijdens neurochirurgische ingrepen.  Bij gebruik van deze methode is de hoeveelheid achtergebleven tumorweefsel aantoonbaar kleiner, en ook de symptoomvrije periode na de operatie wordt langer.
Als precursor van fotosensitizers wordt δ-ALA ook toegepast in fotodynamische therapie.